# Wojna francusko-tajlandzka
Wojna francusko-tajlandzka – krótkotrwały konflikt zbrojny pomiędzy Francją a Tajlandią, który miał miejsce na przełomie 1940 i 1941 roku, podczas II wojny światowej.

## Podłoże
Od połowy XIX wieku Francja tworzyła na Dalekim Wschodzie swoje posiadłości kolonialne – Indochiny Francuskie. Ich zasadniczą częścią był Wietnam, następnie włączono do nich także Laos i Kambodżę, które wcześniej stanowiły część Syjamu. W 1932 roku w Syjamie władzę objęli wojskowi, którzy 23 czerwca 1939 roku zmienili nazwę kraju na „Tajlandia” oraz ogłosili zamiar odzyskania Laosu i Kambodży. Francja zgadzała się podjąć rokowania w celu przekazania części prowincji, lecz Tajlandia chciała je odzyskać w całości, ponadto posiadała przy tym poparcie Japonii.

## Siły
W latach 30. XX wieku Syjam wzmacniał swoją armię, kupując nowe uzbrojenie za granicą, między innymi samoloty w USA i okręty w Japonii. Armia liczyła około 60 tysięcy żołnierzy, posiadała 30 czołgów i 60 tankietek. Największą wartość wśród sprzętu pancernego miało 18 czołgów lekkich Vickers E, uzbrojonych w działka 47 mm.
Dość silne lotnictwo Tajlandii liczyło na początku 1939 roku 150 samolotów bojowych: 48 myśliwców (w tym 12 nowoczesnych jednopłatów Curtiss Hawk 75N), 6 średnich bombowców (Martin 139WSM) i 86 samolotów rozpoznawczo-bombowych. Do końca roku doszło dalsze 25 dwupłatowych myśliwców Hawk III. We wrześniu 1940 roku lotnictwo było zorganizowane w 14 dywizjonów, w tym 6 myśliwskich, 1 bombowy, 4 obserwacyjne i 3 szturmowe. W związku ze wstrzymaniem dostaw nowych samolotów z USA, w obliczu eskalacji napięcia w październiku 1940 roku, Tajlandia zwróciła się ku Japonii i w listopadzie zakupiła 24 nowoczesne lekkie bombowce Mitsubishi Ki-30, które utworzyły dwa dalsze dywizjony, i 8 średnich Mitsubishi Ki-21 (te ostatnie, dostarczone w grudniu, nie wzięły udziału w walkach).
Francuskie wojska w Indochinach liczyły około 50 lub 60 tysięcy żołnierzy (istnieją rozbieżności w publikacjach), w tym około 3/4 miejscowych. Posiadały 20 przestarzałych czołgów Renault FT. Najsilniejsza była dywizja tonkińska, rozmieszczona w Wietnamie. Bliżej teatru działań była dywizja kochinchińsko-kambodżańska w Kambodży i najsłabsza brygada annamsko-laotańska w Laosie. Jednostki te były słabo nasycone artylerią, zwłaszcza grupa w Laosie, i posiadały niewiele pocisków do dział. Francuskie lotnictwo posiadało 65 samolotów bojowych, w tym tylko 13 myśliwców (Morane-Saulnier MS.406) i 10 starszych bombowców, natomiast większość stanowiły stare samoloty rozpoznawczo-bombowe Potez 25TOE.

## Działania

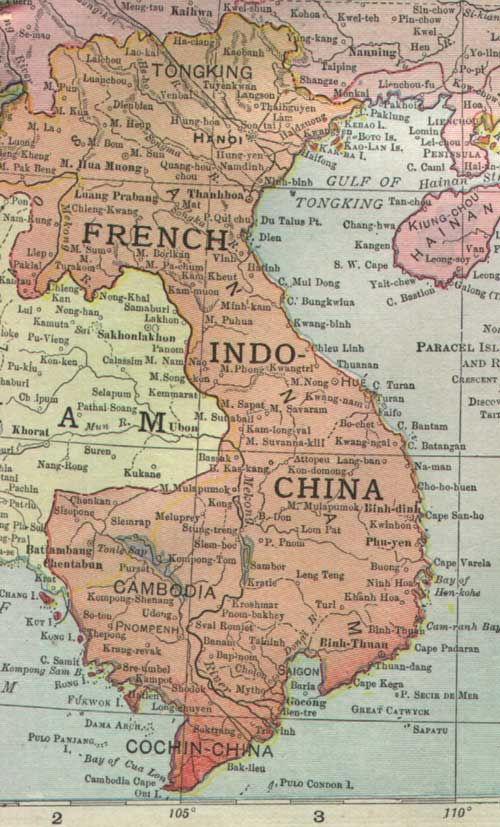
Indochiny Francuskie

Na skutek klęski Francji w wojnie z Niemcami w czerwcu 1940 i ustanowienia rządu w Vichy, Tajlandia postanowiła, korzystając z osłabienia Francji i niemożności dostarczenia posiłków z metropolii, zbrojnie odzyskać sporne posiadłości. 27 września 1940 roku tajskie samoloty po raz pierwszy naruszyły przestrzeń powietrzną Laosu; dochodziło następnie do dalszych incydentów granicznych. Od 15 października rozpoczęły się napaści na francuskie posterunki przygraniczne i działania nieregularnych oddziałów tajskich na terenie Kambodży i Laosu. 23 listopada doszło do pierwszego starcia samolotów w powietrzu, bez skutku dla żadnej ze stron. 28 listopada 1940 roku Tajlandia wystosowała ultimatum dotyczące przekazania jej terenów Laosu i Kambodży na prawym brzegu Mekongu, a następnie rozpoczęła działania wojenne. Tego dnia doszło też do pierwszych bombardowań lotniczych, prowadzonych przez obie strony. Do połowy grudnia 1940 i ponownie od 4 stycznia obie strony prowadziły mało nasilone bombardowania terytorium i pozycji przeciwnika (przy tym Francuzi głównie bombardowania nocne). Celem francuskich ataków lotniczych było głównie Nakhon Pathom.
6 stycznia 1941 roku ruszyła tajska ofensywa lądowa, która posuwała się powoli z powodu trudnego terenu i słabej sieci dróg. W Laosie uzyskała postępy bez większego oporu. Główne uderzenie ruszyło na Phnom Penh w Kambodży. 16 stycznia mieszana brygada francuska, której trzon stanowił 5. Pułk Legii Cudzoziemskiej, wykonała kontruderzenie na skrzydło armii tajskiej. Do starcia głównych sił doszło tego dnia pod Yang Dam Koum w prowincji Battambang. Wojska tajskie wspierane były przez czołgi Vickers E, z których trzy zostały zniszczone. Francuzi zostali odparci i wycofali się, lecz Tajlandia wstrzymała ofensywę.
Bardziej udane były działania Francji na morzu. 17 stycznia 1941 roku doszło do bitwy pod Ko Chang, w której francuski zespół z krążownikiem „Lamotte-Picquet” zatopił tajski okręt pancerny obrony wybrzeża „Dhonburi” i dwa torpedowce „Chonburi” i „Songkla”.
W walkach powietrznych podczas wojny lotnictwo Tajlandii zgłosiło 5 zwycięstw w powietrzu i zniszczenie 17 samolotów na ziemi, a lotnictwo francuskie – 4 zwycięstwa i zniszczenie 15 samolotów na ziemi (Tajlandia przyznała utratę 3 samolotów w walkach powietrznych, 5–10 zniszczonych na ziemi i jednego zdobytego po przymusowym lądowaniu).

## Zakończenie wojny

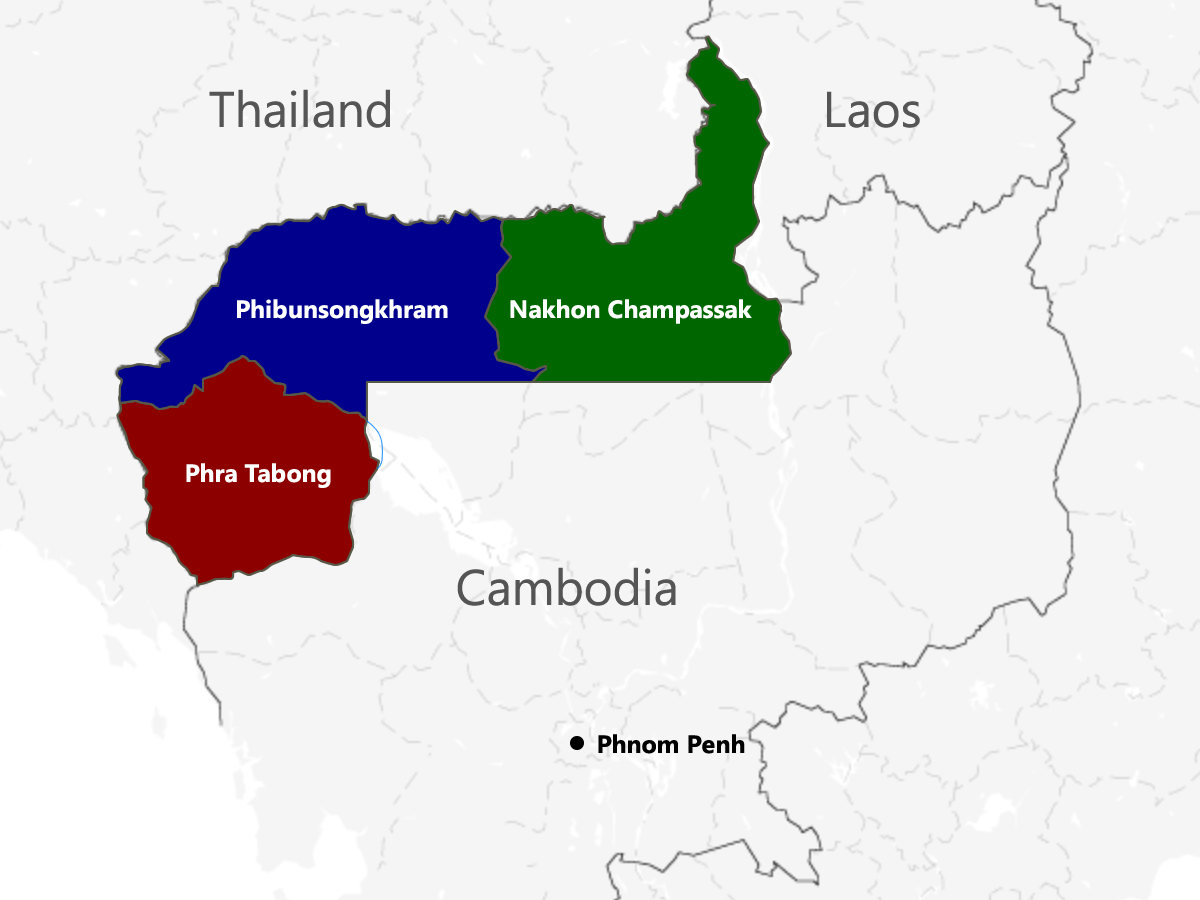
Terytoria dwóch prowincji Kambodży (Battambang i Siem Reap), uzyskane przez Tajlandię i przegrupowane w trzy nowe tajskie prowincje.

21 stycznia 1941 roku Japonia zaoferowała mediację w konflikcie, na którą przystały obie strony. 28 stycznia o godzinie 10:00 ogłoszono zawieszenie broni. 9 maja 1941 został podpisany pokój w Tokio, na mocy którego Francja zgodziła się oddać część Kambodży zamieszkaną przez ludność tajską (prawie 1/3 terenu). Były to dwie prowincje kambodżańskie (Battambang i Siem Reap). Do Tajlandii włączono także terytorium Laosu leżące na prawym brzegu Mekongu. Tajlandia jednakże zobowiązała się do zapłacenia reparacji wojennych w wysokości 6 milionów piastrów.
Dla uczczenia tych wydarzeń, w czerwcu 1941 roku odsłonięto w centrum Bangkoku stojący do dziś Pomnik Zwycięstwa (ang: Victory Monument, taj: อนุสาวรีย์ชัยสมรภูมิ, RTGS: Anusawari Chai Samoraphum).